# 天橋驕子：全明星 (第三季)
《天橋驕子：全明星》第三季是一個有關時裝設計的實境競賽節目，在2013年10月24日由美國「Lifetime」頻道首播。而本節目並為真人秀節目《天橋驕子》的衍生節目《天橋驕子：全明星》的第三季。
本季的節目主持人為女演員Alyssa Milano，她並會聯同兩位時裝設計師Georgina Chapman以及Isaac Mizrahi一同擔任節目的常座評審。而《Marie Claire》高級時尚編輯Zanna Roberts Rassi並會擔任設計師的指導顧問。
本季有11位曾參加歷屆《天橋驕子》的設計師重返比賽，而同樣節目組並首次邀請歷屆《天橋驕子》的勝出者回歸比賽。而本季的勝出者會獲得與「QVC」合作發佈其迷你系列的機會，並且會在其紅毯典禮中舉行首場時裝秀；《Marie Claire》的內頁特別專訪，並且作為其客座編輯一年；「hp」提供的工作室及科技支援；「Resource」提供的一整年天然礦泉水供應及東南亞豪華雙人遊；「Alterna Haircare」提供的一整年年專業髮型指導及攝影服務；「Mary Kay」提供的一整年彩妝指導；「Brother Industries」提供的縫紉室及縫紉設備以及十五萬美元的獎金。

## 設計師
- 按名字序：

| 設計師               | 參賽季度 |
| -------------------- | -------- |
| Ari South*           | 第8季    |
| Christopher Palu     | 第10季   |
| Daniel Esquivel      | 第11季   |
| Elena Slivnyak       | 第10季   |
| Irina Shabayeva      | 第6季    |
| Jeffrey Sebelia      | 第3季    |
| Korto Momolu         | 第5季    |
| Melissa Fleis        | 第10季   |
| Mychael Knight       | 第3季    |
| Seth Aaron Henderson | 第7季    |
| Viktor Luna          | 第9季    |

*Ari在參加《天橋驕子》第八季時名為Andy South，並且為男兒身；而她在參加本季時已經進行了變性手術，並易名為Ari South。

## 挑戰排名
| 設計師      | 1    | 2    | 3    | 4    | 5    | 6    | 7    | 8    | 91   | 10     | 淘汰集數                              |
| ----------- | ---- | ---- | ---- | ---- | ---- | ---- | ---- | ---- | ---- | ------ | ------------------------------------- |
| Seth Aaron  | HIGH | IN   | IN   | IN   | LOW  | LOW  | HIGH | LOW  | WIN  | 勝出者 | 10 - Finale: Are U.N. or Are You Out? |
| Korto       | IN   | IN   | LOW  | LOW  | IN   | HIGH | WIN  | WIN  | LOW  | 第2名  | 10 - Finale: Are U.N. or Are You Out? |
| Elena       | WIN  | HIGH | HIGH | HIGH | IN   | HIGH | LOW  | HIGH | HIGH | 第3名  | 10 - Finale: Are U.N. or Are You Out? |
| Christopher | IN   | IN   | HIGH | WIN  | HIGH | LOW  | HIGH | LOW  | OUT  |        | 9 - Fashion Cents                     |
| Viktor      | LOW  | IN   | WIN  | HIGH | LOW  | IN   | LOW  | OUT  |      |        | 8 - Nina's Trending                   |
| Irina       | IN   | HIGH | IN   | IN   | HIGH | WIN  | OUT  |      |      |        | 7 - As Sewn on TV                     |
| Jeffrey     | HIGH | LOW  | LOW  | LOW  | WIN  | OUT  |      |      |      |        | 6 - Marge Madness                     |
| Mychael     | IN   | WIN  | IN   | LOW  | OUT  |      |      |      |      |        | 5 - Partners In Crime                 |
| Melissa     | LOW  | LOW  | OUT  |      |      |      |      |      |      |        | 3 - Sip Into Something Sexier         |
| Daniel      | IN   | OUT  |      |      |      |      |      |      |      |        | 2 - Bitten by the Fashion Bug         |
| Ari         | OUT  |      |      |      |      |      |      |      |      |        | 1 - You Got Punked!                   |

^1 ：在本次挑戰中，鑑於評審們難以從Christopher及Korto兩人之間選出能夠晉級的設計師，故要求兩人在T台上進行「一小時加時賽」，他們須運用其過往挑戰的三款作品的布料設計一款時裝，然後再由評審們決定晉級人選。
  其背景色表示設計師為《天橋驕子：全明星》第三季勝出者
  其背景色表示設計師於該挑戰中獲勝
  其背景色表示設計師於該挑戰中獲得第二高分，但沒有獲勝
  其背景色表示設計師於該挑戰中獲得第三高分，但沒有獲勝
  其背景色表示設計師於該挑戰中為最後第三名，但沒有被淘汰
  其背景色表示設計師於該挑戰中為最後第二名，但沒有被淘汰
  其背景色表示於該挑戰中被淘汰的設計師

## 各集簡介
- 常座評審皆為：Alyssa Milano、Georgina Chapman（英语：Georgina Chapman）（第5－8集缺席）、Isaac Mizrahi（英语：Isaac Mizrahi）

### 第1集：You Got Punked!
來自歷屆《天橋驕子》的11位設計師重返比賽，而同樣本季節目組並首次邀請歷屆《天橋驕子》的勝出者回歸比賽。
本次挑戰設計師須以「朋克」作為靈感主題設計一款具有朋克搖滾風的時裝，但同樣本次挑戰設計師須在「Mood」內完成設計。設計師會有200美元的預算以及一天的時間完成作品。
- 客座評審：Debbie Harry，女歌手／樂隊「Blondie」主音

### 第2集：Bitten by the Fashion Bug
設計師被帶到「American Museum of Natural History」，並被告知須在此揀選一種蟲類作為靈感設計一款具生命力的前衛派時裝。設計師會有250美元的預算以及一天的時間完成作品。
| 設計師      | 蟲類               |
| ----------- | ------------------ |
| Christopher | 叩頭蟲             |
| Daniel      | 蜂紋千足蟲         |
| Elina       | 鈍蝗               |
| Irina       | 蜂紋千足蟲         |
| Jeffrey     | 硬毛蠍子           |
| Korto       | 巨人蜈蚣           |
| Melissa     | 斯里蘭卡蜘蛛       |
| Mychael     | 天蛾幼蟲           |
| Seth Aaron  | 馬達加斯加巨型蟑螂 |
| Viktor      | 紋白蝶             |

- 客座評審：
  - Jennifer Meyer（英语：Jennifer Meyer），珠寶設計師
  - Anya Ayoung-Chee（英语：Anya Ayoung-Chee），時裝設計師／《天橋驕子》第9季勝出者

### 第3集：Sip Into Something Sexier
設計師須揀選一款雞尾酒作為靈感設計一款雞尾酒晚裝，並會有100美元的預算以及一天的時間完成作品。
其後在指導環節完結後，Zanna並告知設計師須設計一款與其設計搭配的配飾，而設計師並可以運用自己或他人的布料製作配飾，甚至可以在「QVC」配飾牆中揀選一款配飾並將其改造。
- 客座評審：
  - Rebecca Minkoff（英语：Rebecca Minkoff），時裝設計師
  - Nate Berkus（英语：Nate Berkus），室內設計師

### 第4集：Keepin' It Classy
設計師須運用學校教具作為本次挑戰的材料設計一款具有創意的時裝，並會有一天的時間完成作品。
- 客座評審：
  - Gabourey Sidibe，演員
  - Michael Urie，演員

### 第5集：Partners In Crime
設計師須兩人一隊，而每隊須以1930年代著名鴛鴦大盜「Bonnie＆Clyde」作為靈感，設計兩款具1930年代風格的情侶裝（男／女裝各一款），但評審們並不會根據團體表現評審作品。每隊設計師會有400美元的預算以及一天的時間完成作品。
- 隊伍（男裝設計師＆女裝設計師）：
  - Jeffrey＆Seth Aaron
  - Korto＆Elina
  - Mychael＆Irina
  - Viktor＆Christopher

- 客座評審：
  - Austin Scarlett（英语：Austin Scarlett），時裝設計師／《天橋驕子》第一季及《全明星》第一季參賽設計師
  - Bar Refaeli，模特兒
  - Elie Tahari，時裝設計師

### 第6集：Marge Madness
設計師須以卡通《The Simpsons》內的角色Marge Simpson作為對象設計一款晚裝，並且會有200美元的預算以及一天的時間完成作品。
- 客座評審：
  - Anthony Ryan Auld（英语：Anthony Ryan Auld），時裝設計師／《天橋驕子》第九季參賽設計師及《全明星》第二季勝出者
  - Abigail Breslin，演員
  - Stacey Bendet（英语：Stacey Bendet），時裝設計師

### 第7集：As Sewn on TV
餘下的六位參賽設計師會乘坐直升機前往電視購物頻道「QVC」位於賓夕凡尼亞州的總部與「QVC」節目主持人Lisa Robertson會面，同樣Lisa並告知設計師須為其設計一款紅毯禮服。設計師會有300美元的預算以及一天的時間完成作品。
- 客座評審：
  - 蒙多·格拉，時裝設計師／《天橋驕子》第八季參賽設計師及《全明星》第一季勝出者
  - Lisa Robertson（英语：Lisa Robertson），「QVC」節目主持人
  - Elisabeth Moss，演員

### 第8集：Nina's Trending
《天橋驕子》的常座評審Nina Garcia來到《全明星》，並告知設計師須各與一位「StyleHaul」的博客一同分析2014年的流行趨勢後設計一款時裝，而與其合作的博客並為其在本次挑戰的模特兒，而同樣其作品須融入由「Pantone」挑選的2014年代表色： 蘭紫色。設計師會有200美元的預算以及一天的時間完成作品。
- 客座評審：
  - Christian Siriano（英语：Christian Siriano），時裝設計師／《天橋驕子》第四季勝出者
  - Nina Garcia，《Marie Claire》創意總監／《天橋驕子》常座評審
  - Francisco Costa（英语：Francisco Costa (designer)），時裝設計師／時裝品牌「Calvin Klein」創意總監

### 第9集：Fashion Cents
設計師須為時裝設計師米歇尔·史密斯的品牌「Milly」設計一款成衣，而其零售價為400美元，因此設計師須在「Milly」的工作室揀選布料後向其品牌總裁展示其布料和設計圖。設計師會有兩天的時間完成作品。
- 客座評審：
  - Kristin Chenoweth，演員
  - Nick Cannon，演員／歌手
  - 米歇尔·史密斯，時裝設計師／時裝品牌「Milly（英语：Milly）」創辦人

### 第10集：Finale: Are U.N. or Are You Out?
餘下的三位設計師須在四天的時間內完成一個包含6款設計的迷你系列，而靈感則來自設計師其自身種族的文化，而設計師並會有2,000美元的預算。
| 設計師     | 種族     |
| ---------- | -------- |
| Elina      | 烏克蘭   |
| Korto      | 利比里亞 |
| Seth Aaron | 西班牙   |

其後在第三日，設計師被告知須運用「Theodore＆Callum」的圍巾作為布料設計第7款作品。
本季的時裝週會在聯合國總部舉行，而設計師並會在時裝週內發佈其迷你系列。最後，評審們會透過點出其系列的優缺點，並選出本季的勝出者。
- 客座評審：
  - Zac Posen（英语：Zac Posen），時裝設計師／《天橋驕子》常座評審
  - Gayle King（英语：Gayle King），電視新聞記者

### 第11集：Reunion Special
本集為《全明星》第三季回顧，所有本季的參賽設計師會聯同主持人Alyssa一同回顧本季往事。

## 站外連結

### 節目網站
- Project Runway All Stars Official Network Site 天橋驕子：全明星 (第三季)官網 (英)

| 前任： 第2季             | 天橋驕子：全明星 第3季                      | 繼任： 第4季            |
| 前任： Anthony Ryan Auld | 天橋驕子：全明星優勝者 Seth Aaron Henderson | 繼任： Dmitry Sholokhov |